# La façana occidental de l'església de Santa Maria d'Utrecht
La façana occidental de l'església de Santa Maria d'Utrecht (De westgevel van de Mariakerk te Utrecht, en neerlandés) és un quadre del pintor neerlandés Pieter Jansz Saenredam acabat el 1662. Actualment es pot visitar al Museu Thyssen-Bornemisza de Madrid.

## Anàlisi de l'obra
L'origen d'aquesta pintura es troba en els dibuixos que Saenredam va fer de l'església de Santa Maria d'Utrecht a l'estiu del 1636. Aquests esbossos donarien lloc a diverses pintures en les quals apareixen aquesta església i els seus volts. Aquesta obra és un clar exemple de la pintura de tema arquitectònic de Saenredam, qui normalment representava edificis i vistes de ciutats a partir de les observacions in situ que feia. La comparació d'aquesta pintura amb les altres de l'autor en què es representa la mateixa església, i en les quals la façana apareix més estreta i més alta, fa pensar que el pintor no va fer càlculs per mesurar amb exactitud l'edifici.
L'autor aconsegueix un efecte de monumentalitat que es desprén de la «claredat i senzillesa dels espais arquitectònics», que són il·luminats amb una gamma de colors clars.

## Història del quadre
Les notícies més antigues sobre la propietat del quadre es remunten al 1768, moment en què la pintura es trobava a la col·lecció personal de François Constantijn Druyvesteyn, membre d'una distingida família de Haarlem. En aquell mateix any, l'obra es va subhastar en aquesta ciutat i va ser adquirida per Hendrik Keun, pintor de vistes urbanes i edificis. Hi ha notícia que el 1809 el quadre formava part de la col·lecció de Pieter de Smeth van Alphen. El 1814 l'obra és adquirida mitjançant subhasta per un W. Wreesman, a la mort del qual va ser novament venuda. La pintura entrà a formar part de la Col·lecció Six. Ja al segle xx va ser venuda i passà per les mans de diversos marxants d'art fins que l'any 1979 va ser adquirida pel baró Heinrich von Thyssen-Bornemisza i incorporada a la seua col·lecció particular, que posteriorment passaria a nodrir el fons del Museu Thyssen-Bornemisza de Madrid, on es troba actualment.